# Asia Television Limited
Asia Television Limited (ATV, 亞洲電視有限公司) — одна з двох гонконзьких телекомпаній вільного мовлення, що існувала від 1957 до  2017 року.

## Історія
Була заснована 1957 року як Rediffusion Television (RTV, 麗的電視有限公司), ставши першою телестанцією Гонконгу. 1982 року RTV була приватизована та перейменована на Asia Television Limited (власниками стали австралійський консорціум і гонконзька Far East Group, яка 1984 року викупила долю австралійців). 1988 року акціонерами ATV стали родина Лам і New World Group, які за рік викупили решту акцій у Far East Group. 2007 року основними власниками Asia Television Limited стали Чан Він-кі та Лю Чангл, 2009 року найбільшим акціонером став тайванський міліардер Тсай Енг-менг. Штаб-квартира компанії розташована в окрузі Тайпоу.

## Сучасність
Станом на 2015 рік Asia Television Limited керує шістьома телеканалами:
- ATV Home кантонською
- ATV World англійською
- супутниковим ATV Home (America) кантонською
- цифровими ATV Asia й ATV Classic кантонською
- державним CCTV-1, який контролює Центральне телебачення Китаю.

Від 2002 року Asia Television Limited отримала дозвіл від китайської влади на трансляцію своїх каналів ATV Home й ATV World у провінції Гуандун.
Компанія мала власний навчальний інститут телебачення. Серед найбільш популярних шоу каналів Asia Television Limited — місцева версія Who Wants to Be a Millionaire?. Окрім виробництва власних новин і шоу канали Asia Television Limited закуповують телесеріали та драми виробництва Великої Британії, Південної Кореї й материкового Китаю (наприклад, «Доктор Хто»).

## Закриття
1 квітня 2016 року уряд Гонконгу не продовжив Asia Television Limited ліцензію на мовлення. Причинами занепаду компанії стали конфлікти між акціонерами, відтік рекламодавців та аудиторії, зростання популярності онлайн-ЗМІ. Формально компанію було ліквідовано 24 квітня 2017 року.